# Studio Danielle
Le Studio Danielle est une chaîne YouTube de vidéos humoristiques incluant Danielle Renault et Arthur Lombard, créée en 2015.

## Description
Danielle Renault et Arthur Lombard ont 37 ans d'écart. Ils se rencontrent lorsque Danielle travaille en tant qu'aide-soignante pour le grand-père d'Arthur, l'avocat pénaliste Paul Lombard (1927-2017). Au décès de ce dernier, Danielle se retrouve sans-emploi, elle déclare : « au lieu de nous séparer, Arthur et moi, cet événement nous a encore plus rapprochés. Cela nous a poussés à développer et à faire décoller nos vidéos sur Internet ». 
À partir de 2014, Arthur commence à filmer les réactions de Danielle lors des petites épreuves de la vie quotidienne, vidéos qu'il partage avec sa famille et ses amis, avant de les poster sur la plateforme Vine avec l'accord de Danielle,,. Son innocence et son franc-parler, ainsi que ses réactions spontanées attirent l'attention des internautes, séduits par le décalage entre Danielle et leur génération. Avec l'une de ces phrases « Dans la nuit ? Bah, tu vois pas dans la nuit, c’est ça qui est con ! », un mème Internet se crée dépassant plus d'un million de vues en quelques heures.
En octobre 2015, la chaîne YouTube « Studio Danielle » est créée. Plus de deux cents vidéos sont tournées où Danielle se retrouve dans toutes sortes de situations ; sauter en parachute, apprendre à nager avec le champion paralympique Théo Curin, dormir au fin fond d'une forêt et dans un château hanté (etc). Des canulars, caméras cachées ou défis sont également organisés, dans le but de montrer les réactions spontanées de Danielle,. Certaines vidéos sont tournées en partenariat avec des marques, permettant que la chaîne engrange des revenus pour notamment financer des voyages (les États-Unis, Dubaï, l'Espagne, la Guadeloupe...), des nuits dans de grands hôtels ou des dîners dans des bons restaurants, dont les vidéos sont ensuite diffusées sur les réseaux sociaux. 
Parallèlement, ils participent en tant que candidats à plusieurs jeux télévisés : Bienvenue chez nous sur TF1 en janvier 2020,, Fort Boyard sur France 2 en juillet 2022, ainsi que la troisième saison des Traîtres sur M6 à l'été 2024. À la rentrée 2024, Danielle fait sa première apparition en tant que chroniqueuse dans l'émission Les Grosses Têtes, présentée par Laurent Ruquier sur RTL.

## Biographies

### Danielle Renault
Danielle Renault est née le 28 août 1954 au Havre d'un père docker sur les chantiers navals et d'une mère femme au foyer ; elle a une sœur cadette. Danielle arrête l'école à 14 ans pour exercer le métier de commerçante dans l'agroalimentaire. Elle déménage ensuite à Paris où elle devient concierge à la mairie du 5e arrondissement. Après son divorce en 1990, elle retourne dans sa ville natale où elle travaille en tant qu'ouvrière dans une usine.
Cinq ans plus tard, elle retourne à Paris pour devenir aide-soignante à domicile de plusieurs personnes âgées, dont l'avocat pénaliste Paul Lombard durant sept années, grand-père d'Arthur. 
Mariée de 1974 à 1990, elle est mère d'une fille née en 1976 et grand-mère d'une petite-fille qui a pour parrain Arthur.
En mai 2024, Danielle fait partie des relayeurs de la flamme olympique 2024 de la ville de Caen (Calvados).

#### Filmographie
- 2018 : Les Déguns de Cyrille Droux et Claude Zidi Jr. : la Baronne
- 2024 : L'Incroyable Embouteillage 2 : Vive les mariés ! de David Charhon : Jeanine
- 2025 : Le Jardinier de David Charhon : Jeanne

### Arthur Lombard
Arthur Lombard, né le 26 décembre 1991, est originaire de Paris. Il est le petit-fils de l'avocat pénaliste Paul Lombard (1927-2017). Passionné de football, il veut devenir journaliste sportif.
Après un baccalauréat économique et social, il étudie le droit à l'université Paris-Panthéon-Assas en 2011, avant d'entrer deux ans plus tard, à l'Institut européen de journalisme. Il part ensuite en Angleterre pour intégrer le London College of Communication.
Il effectue alors de nombreux stages dans les médias (Direct 8, L'Équipe 21, Foot sur 7, Le Figaro...), avant d'intégrer la rédaction du site web Konbini en devenant chef de projet de la rubrique « Football Stories ». Il quitte son poste et son CDI en octobre 2017, pour se consacrer entièrement aux vidéos avec Danielle.

## Controverse
Arthur Lombard a été mis en cause en 2022 par le #BalanceTonInfluenceur. En effet, d'après plusieurs captures d'écrans diffusées sur le réseau social X (ex-Twitter), il aurait envoyé des photos de son torse dénudé à une jeune fille mineure sans son consentement.
Le 4 juillet 2022, Arthur Lombard réagit à ces accusations et dit avoir « longuement hésité avant de prendre la parole à ce sujet ». Il poursuit : « Oui, j'ai déjà échangé des photos intimes. Non, je ne connaissais pas l'âge de la personne concernée », assure-t-il.
À la suite de ces accusations, l'influenceur Michou annule la publication d'une vidéo sur YouTube en collaboration avec entre autres Studio Danielle.